# Ignacy Emanuel Lachnicki
Ignacy Emanuel Lachnicki, pseud. i krypt.: Antoni Antymagnetystowicz brukowiec, szubrawiec i urwipołeć; Dzidzis Lado; I. E. L.; J. E. L., (ur. 1793, zm. 20 stycznia 1826 w Warszawie) – pierwszy polski badacz hipnozy, działacz społeczny, publicysta, przyrodnik i ekonomista.

## Życiorys
Syn Antoniego Dyzmy Lachnickiego, stolnika wiłkomierskiego i marszałka wileńskiego, członka Rady Narodowej i prezydenta Wilna. Bratanek Ignacego Lachnickiego. Ojciec Cypriana Lachnickiego.

## Działalność i twórczość
Lachnicki doktoryzował się w zakresie filozofii na Uniwersytecie Wileńskim (1812) na podstawie rozprawy z chemii o rozpuszczaniu. W tym samym roku został kamerjunkrem dworu Aleksandra I. Brał żywy udział w życiu umysłowym na Litwie, zajmując się m.in. statystyką krajową, kwestią dobroczynności, a przede wszystkim wybranymi zagadnieniami z dziedziny, którą później nazwano parapsychologią. Był zwolennikiem i propagatorem nauk Mesmera o magnetyzmie zwierzęcym, a pod wpływem A. Poschmana także mistykiem, żywo reagującym na jednostronne poglądy racjonalistów. Dużą zasługę w krzewieniu oświaty położył jako redaktor i wydawca kwartalnika Pamiętnik Magnetyczny Wileński (1816-1818). Zamieszczał w nim artykuły oryginalne, poświęcone teorii i praktyce hipnozy i oddziaływania bioenergetycznego (mesmeryzmu), tłumaczenia prac obcych na ten temat, doniesienia o nowych odkryciach i poglądach w różnych dziedzinach nauki (chemii, biologii, astronomii), wreszcie wskazówki praktyczne w sprawach gospodarskich i z tzw. medycyny domowej. Ważną pozycją, opracowaną przez Lachnickiego była Statystyka gubernii litewsko-grodzieńskiey (1817), poświęcona uwarunkowaniom społeczno-gospodarczym na obszarach m.in. własności królewskiej i nadwornej. Wkrótce stał się (w sposób niezamierzony) inicjatorem Wiadomości Brukowych, a nieco później członkiem redakcji Dziejów Dobroczynności Krajowej i Zagranicznej (1820-1824). Należał do wolnomularstwa, był członkiem loży masońskiej "Doskonała Jedność"
W reakcji na jego działalność zawiązało się Towarzystwo Szubrawców, tworzone przez elitę intelektualną ówczesnego Wilna, walczące z przesądami, zacofaniem i ciemnotą ówczesnego społeczeństwa. W późniejszym okresie stał się nawet członkiem tego Towarzystwa, występując pod pseudonimem Dzidzis Lado. W międzyczasie poślubił swą dalszą krewną, Anielę Trembicką. W ostatnich latach działalności zainteresował się badaniami geologicznymi. Dzięki jego naleganiom, rząd Królestwa Polskiego wysłał na Litwę kilku górników, z którymi jesienią roku 1825 Lachnicki odbył dłuższą podróż, od Białegostoku wzdłuż Niemna aż do granicy Prus i Kurlandii. Celem wyprawy było poszukiwanie użytkowych kopalin i minerałów: soli, siarki, gipsu, żelaza i węgli kopalnych. Lachnicki nabawił się wówczas silnego przeziębienia i zmarł wkrótce po powrocie do Warszawy w wieku niespełna 33 lat (20 stycznia 1826).

### Ważniejsze dzieła i utwory
- Rozprawa z chemii o rozpuszczaniu, napisana dla otrzymania stopnia doktora filozofii..., czytana publicznie 11 czerwca 1812, Wilno 1812
- Wiadomości brukowe, czyli rozmowa na placu pod ratuszem wielkiego X z małym x (Wilno 21 VIII/2 IX 1816), przedr. Z. Skwarczyński w: "Wiadomości Brukowe". Wybór artykułów, Wrocław (1962) Biblioteka Narodowa seria I, nr 178
- Wiadomości brukowe, czyli przechadzka na Zamkowej Górze (Wilno 27 VIII/8 IX 1816)
- Statystyka guberni litewsko-grodzieńskiej, Wilno 1817
- Statystyka guberni wileńskiej, niewydana
- Wiadomość o sposobie leczenia wścieklizny, powzięta z jasnowidzenia magnetycznego, Wilno 1821[1][2].

Liczne artykuły i utwory literackie Lachnickiego ogłaszano w czasopismach: "Dzieje Dobroczynności Krajowej i Zagranicznej" (1820-1824); "Pamiętnik Magnetyczny" (1816-1818; przedr. 1826-1828); "Tygodnik Wileński" (tu m.in.: Powieść, 1816, nr 3; List jednego członka Towarzystwa Szubrawców do drugiego, 1820, nr 175).

### Listy i materiały
- Convention volontaire entre la Rédaction du Mémoire Magnétique et la Sieur Joseph Zawadzki typographe, dat. Wilno 6 kwietnia 1817, wyd. T. Turkowski w: Materiały do dziejów literatury i oświaty na Litwie i Rusi t. 1, Wilno 1935
- Do J. Zawadzkiego, dat. Lachnów 9 czerwca 1825, wyd. T. Turkowski w: Materiały do dziejów literatury i oświaty na Litwie i Rusi t. 1, Wilno 1935.